# Escuela Superior de Ingenierías Industrial, Aeroespacial y Audiovisual de Tarrasa
La Escuela Superior de Ingenierías Industrial, Aeroespacial y Audiovisual de Tarrasa (ESEIAAT) (en catalán Escola Superior d'Enginyeries Industrial, Aeroespacial i Audiovisual de Terrassa (ESEIAAT)) es un centro público de educación superior y de investigación de la Universidad Politécnica de Cataluña (UPC) en el Campus de Tarrasa. El centro nace el 24 de noviembre de 2015, fruto de la integración de dos escuelas centenarias; la Escuela de Ingeniería de Tarrasa (EET) y la Escuela Técnica Superior de Ingeniería Industrial y Aeronáutica de Tarrasa (ETSEIAT).

## Estudios
Área de Ingenierías Industriales:
- Grado en Ingeniería en Tecnologías Industriales.
- Grado en Ingeniería Eléctrica.
- Grado en Ingeniería Electrónica Industrial y Automática.
- Grado en Ingeniería Mecánica.
- Grado en Ingeniería Química.
- Grado en Ingeniería de Tecnología y Diseño Textil.
- Grado de Ingeniería de Diseño Industrial y Desarrollo del Producto.

Área de Ingeniería Aeroespacial:
- Grado en Ingeniería en Tecnologías Aeroespaciales.
- Grado en Ingeniería en Vehículos Aeroespaciales.

Área de Ingenierías de la Telecomunicación:
- Grado en Ingeniería de Sistemas Audiovisuales.

Másters Universitarios:
- Máster en Ingeniería Textil, Papelera y Gráfica.
- Máster Universitario en Ingeniería Industrial.
- Máster Universitario en Ingeniería Textil y Papelera.
- Máster Universitario en Ingeniería de Sistemas Automáticos y Electrónica Industrial.
- Máster Universitario en Ingeniería de Organización.
- Master's Degree in Technology and Engineering Management.
- Màster Universitari en Enginyeria Aeronàutica
- Master's Degree in Space and Aeronautical Engineering